# Vạn Hưng
Vạn Hưng là một xã thuộc tỉnh Khánh Hòa, Việt Nam.

## Lịch sử
Ngày 16 tháng 6 năm 2025, Ủy ban Thường vụ Quốc hội ban hành Nghị quyết số 1667/NQ-UBTVQH15 về việc sắp xếp các đơn vị hành chính cấp xã của tỉnh Khánh Hòa năm 2025 (nghị quyết có hiệu lực từ ngày 16 tháng 6 năm 2025). Theo đó, hợp nhất xã Xuân Sơn vào xã Vạn Hưng.

## Địa lý
Xã Vạn Hưng có ranh giới với các xã:
- Phía Bắc giáp xã Vạn Ninh
- Phía Nam và phía Tây giáp xã Bắc Ninh Hòa.

Xã có diện tích 86,09 km², dân số năm 2025 là 18.883 người, mật độ dân số đạt 219 người/km².